# ولایت عشق (آلبوم)
ولایت عشق موسیقی متن سریال ولایت عشق به کارگردانی مهدی فخیم‌زاده است که آهنگسازی آن توسط بابک بیات و خوانندگی آن با اجرای محمد اصفهانی می‌باشد و در سال ۱۳۷۹ منتشر شد.

## قطعات
نسخه اصلی این آلبوم دارای ۱۵ قطعه می‌باشد؛ که ۴ قطعه از آن با صدای محمد اصفهانی می‌باشد.
خم می
- ترانه‌سرا: عبدالقادر مراغی
- خواننده: محمد اصفهانی
- موسیقی: بابک بیات
- همخوان: گروه کر
- طول قطعه: ۰۱:۴۷
- شماره ترتیب قطعه در آلبوم: ۱

ولایت عشق ۲
- موسیقی: بابک بیات
- همخوان: گروه کر
- طول قطعه: ۰۴:۳۸
- شماره ترتیب قطعه در آلبوم: ۲

ولایت عشق ۳
- موسیقی: بابک بیات
- همخوان: گروه کر
- طول قطعه: ۰۴:۳۸
- شماره ترتیب قطعه در آلبوم: ۳

ولایت عشق ۴
- موسیقی: بابک بیات
- همخوان: گروه کر
- طول قطعه: ۰۱:۱۹
- شماره ترتیب قطعه در آلبوم: ۴

ولایت عشق ۵
- موسیقی: بابک بیات
- همخوان: گروه کر
- طول قطعه: ۰۴:۱۰
- شماره ترتیب قطعه در آلبوم: ۵

ولایت عشق ۶
- موسیقی: بابک بیات
- همخوان: گروه کر
- طول قطعه: ۰۵:۰۲
- شماره ترتیب قطعه در آلبوم: ۶

ولایت عشق ۷
- موسیقی: بابک بیات
- همخوان: گروه کر
- طول قطعه: ۰۲:۱۷
- شماره ترتیب قطعه در آلبوم: ۷

ولایت عشق ۸
- موسیقی: بابک بیات
- همخوان: گروه کر
- طول قطعه: ۰۴:۰۴
- شماره ترتیب قطعه در آلبوم: ۸

ولایت عشق ۹
- موسیقی: بابک بیات
- همخوان: گروه کر
- طول قطعه: ۰۰:۴۸
- شماره ترتیب قطعه در آلبوم: ۹

شعر عربی
- ترانه‌سرا: دعبل خزایی
- خواننده: محمد اصفهانی
- موسیقی: بابک بیات
- همخوان: گروه کر
- طول قطعه: ۰۲:۲۰
- شماره ترتیب قطعه در آلبوم: ۱۰

مرگ آفتاب
- ترانه‌سرا: اکبر آزاد
- خواننده: محمد اصفهانی
- موسیقی: بابک بیات
- همخوان: گروه کر
- طول قطعه: ۰۶:۴۲
- شماره ترتیب قطعه در آلبوم: ۱۱

ولایت عشق ۱۲
- موسیقی: بابک بیات
- همخوان: گروه کر
- طول قطعه: ۰۵:۵۳
- شماره ترتیب قطعه در آلبوم: ۱۲

ولایت عشق ۱۳
- موسیقی: بابک بیات
- همخوان: گروه کر
- طول قطعه: ۰۳:۳۳
- شماره ترتیب قطعه در آلبوم: ۱۳

ولایت عشق ۱۴
- موسیقی: بابک بیات
- همخوان: گروه کر
- طول قطعه: ۰۵:۴۶
- شماره ترتیب قطعه در آلبوم: ۱۴

هستی تویی
- ترانه‌سرا: پیام پارسا
- خواننده: محمد اصفهانی
- موسیقی: بابک بیات
- همخوان: گروه کر
- طول قطعه: ۰۴:۱۲
- شماره ترتیب قطعه در آلبوم: ۱۵